# Cobourg
Pour les articles homonymes, voir Cobourg (homonymie).

Cobourg (en allemand : Coburg) est une ville d'Allemagne, située dans le Land de Bavière, dans l'arrondissement de la Haute-Franconie (en allemand Oberfranken). La ville ne fait pas partie de la Bavière historique. 
Cobourg est le chef-lieu du district de Cobourg, à 90 km au nord de Nuremberg et à 85 km au sud-ouest de Weimar.

## Histoire
| Appartenances historiques Duché de Méranie 1152–1248 Comté d'Henneberg 1248–1262 Comté d'Henneberg-Schleusingen 1262–1353 Landgraviat de Thuringe 1353–1482 Électorat de Saxe 1482-1547 Duché de Saxe 1547-1572 Duché de Saxe-Cobourg-Eisenach 1572-1596 Duché de Saxe-Cobourg 1596–1633 Duché de Saxe-Eisenach 1633–1638 Duché de Saxe-Weimar 1638–1640 Duché de Saxe-Eisenach 1640–1644 Duché de Saxe-Gotha 1644–1680 Duché de Saxe-Cobourg 1680–1735 Duché de Saxe-Cobourg-Saalfeld 1735–1826 Duché de Saxe-Cobourg et Gotha 1826–1918 République de Weimar 1918–1933 Reich allemand 1933–1945 Allemagne occupée 1945–1949 Allemagne de l'Ouest (RFA) 1949–1990 Allemagne 1990–présent |

Cobourg, mentionnée pour la première fois il y a environ mille ans, a été de 1586 à 1918 la capitale d'une principauté de la branche ernestine (une branche cadette de la maison de Saxe), les ducs de Saxe-Cobourg-Gotha, après avoir été celle des ducs de Saxe-Cobourg-Saalfeld, maisons princières allemandes toutes les deux issues de la maison de Saxe-Cobourg. Depuis 1919, Cobourg, qui faisait partie de l'ensemble hétéroclite des divers États formant la Thuringe, par référendum, s'est associée à l'État libre de Bavière. 
Cobourg était auparavant le chef-lieu de la principauté de Cobourg, et Gotha celle de la principauté du même nom ; les deux formant jusqu'en 1918 le duché de Saxe-Cobourg-Gotha.
La famille des princes de Saxe-Cobourg-Gotha a engendré plusieurs dynasties royales qui règnent ou ont régné sur le Royaume-Uni et les dépendances de la couronne britannique, la Belgique, le Portugal et la Bulgarie.
En 1929, Cobourg devint la première ville d'Allemagne à élire un conseil municipal nazi et obtient le 23 juin 1939 l'autorisation de porter le titre national-socialiste de « Première ville national-socialiste d'Allemagne ». 
Le 11 avril 1945, la ville se rend aux unités du 12e corps de la 3e Armée US.

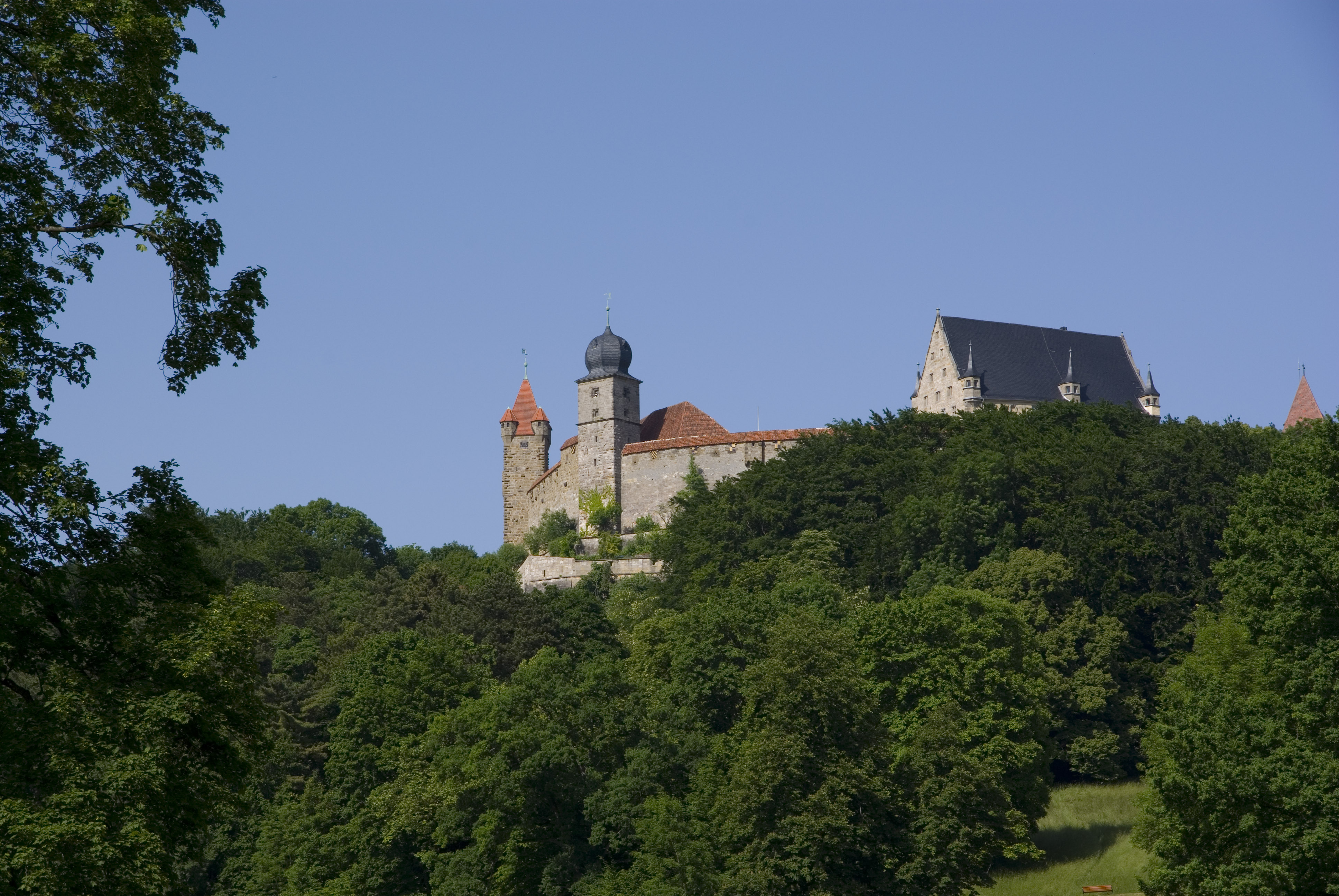
Forteresse ("Veste") de Cobourg, vu du jardin Hofgarten.

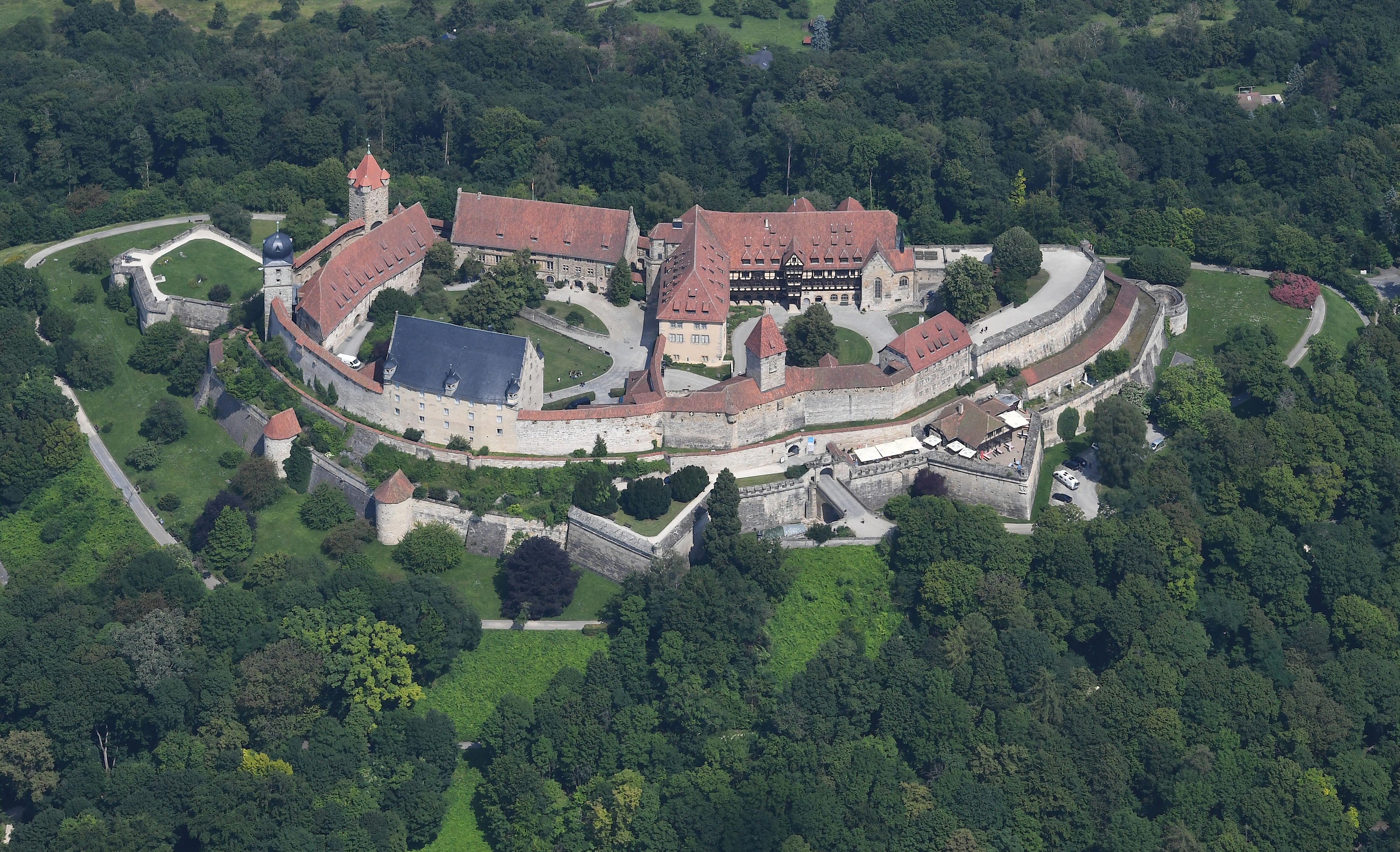
Forteresse de Cobourg

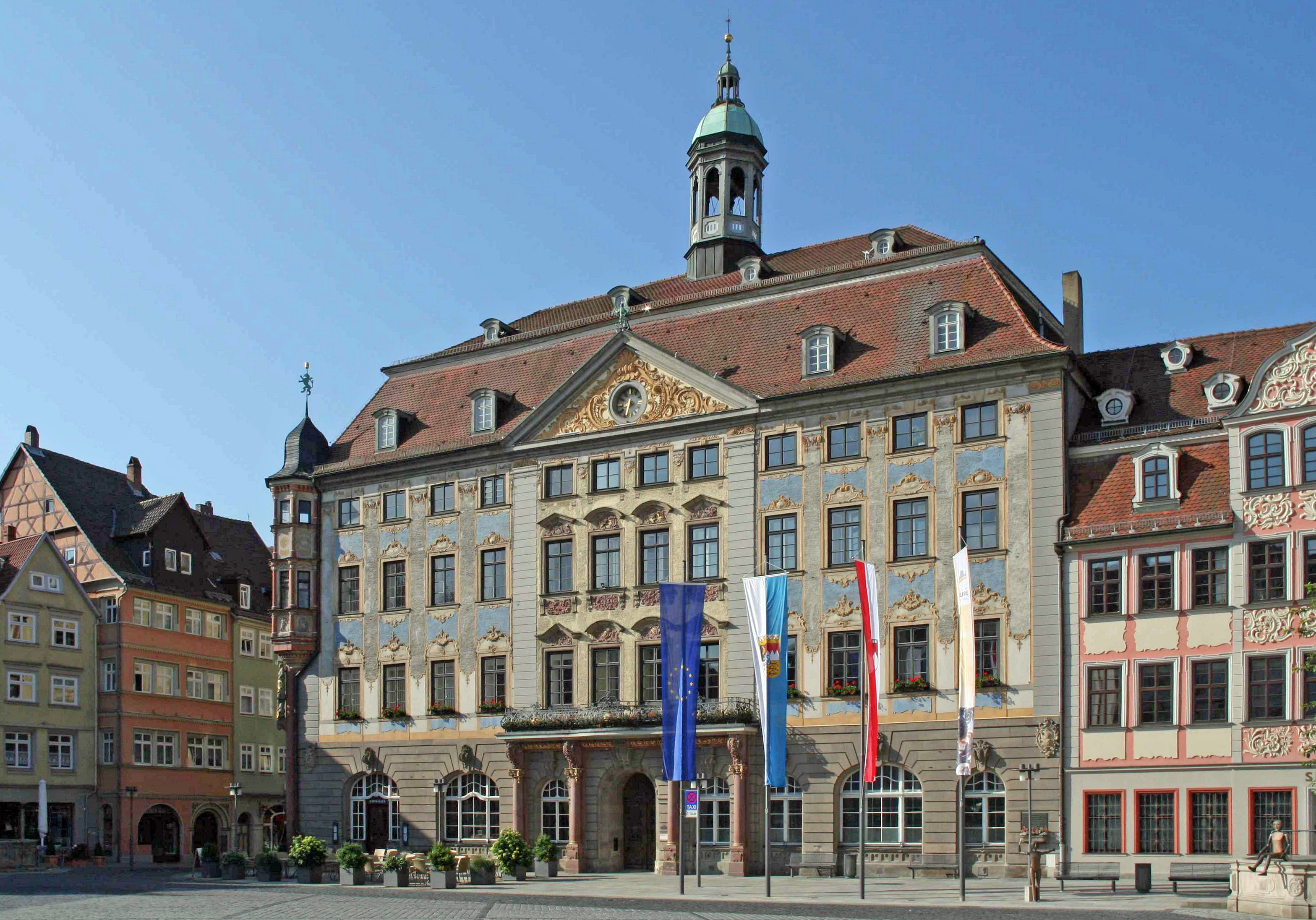
Hôtel de ville

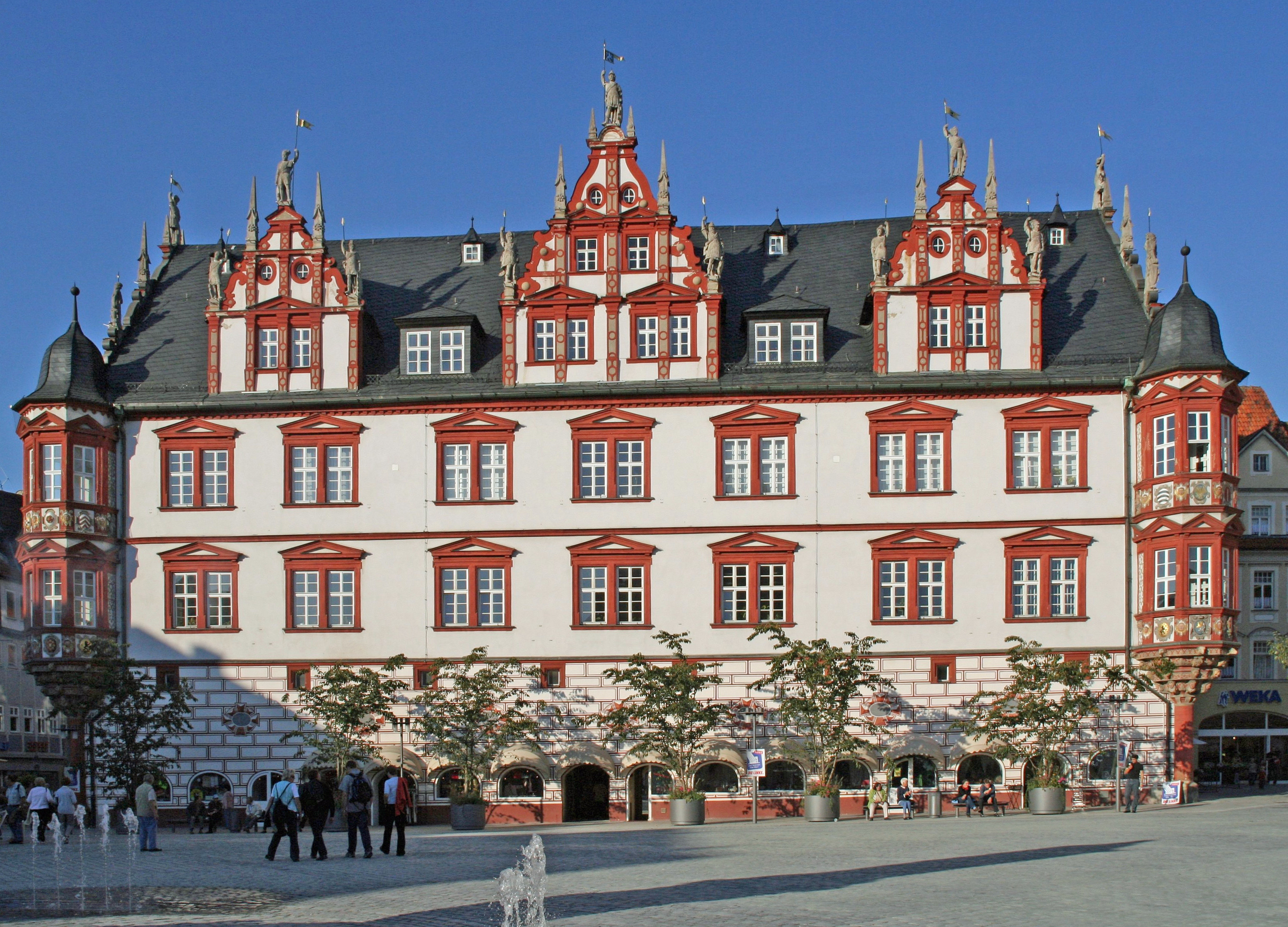
Stadthaus

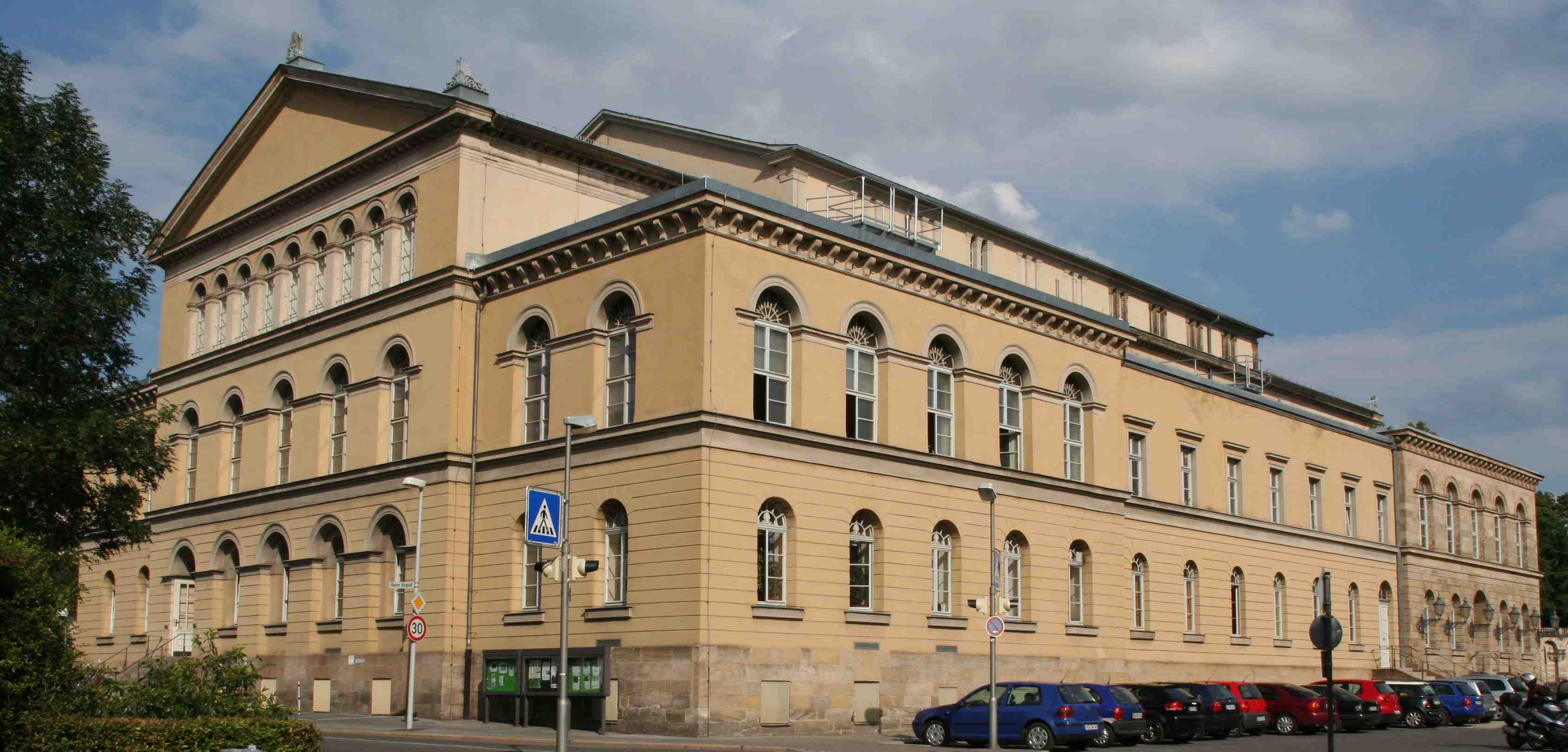
Landestheater (théâtre)

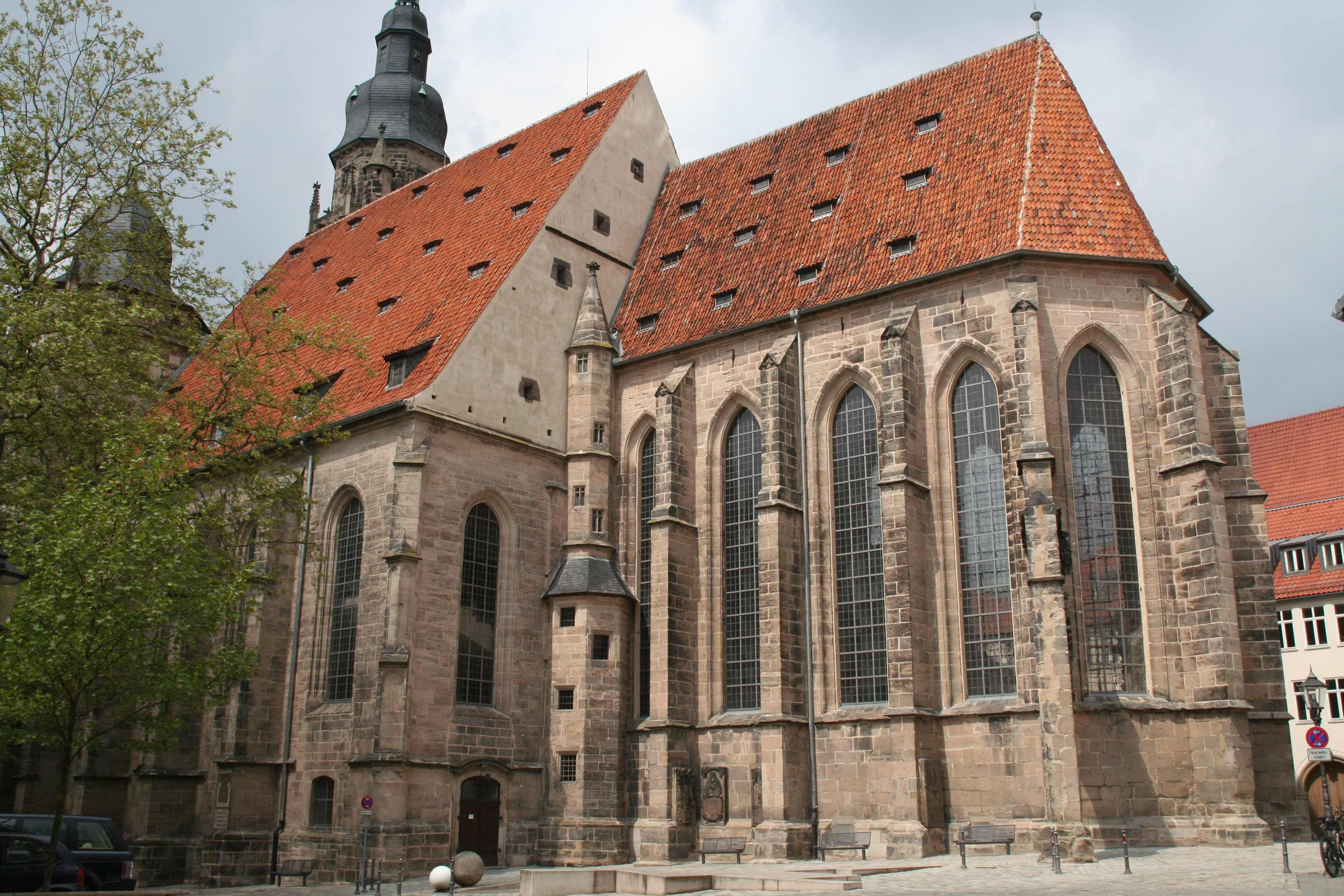
Morizkirche (église)

## Monuments
- Le château ducal appelé Ehrenbourg (Ehrenburg) fut la résidence des ducs de Cobourg de 1547 à 1918.
- L'église Saint-Maurice.
- La forteresse de Cobourg, appelée la « Couronne de Franconie ». C'est l'une des plus grosses forteresses d'Allemagne, avec triple enceinte fortifiée. Sa fondation remonte au XIIe siècle, mais l'ensemble actuel date du XVIe siècle, et de l'époque de Jean-Casimir, premier duc de Saxe-Cobourg.
- La place du marché (Marktplatz) avec son hôtel de ville (Rathaus) datant de la fin du XVIe siècle. Face à lui le Stadthaus à trois gâbles, bâtiment d'Etat, qui fut érigé par le duc Jean Casimir de Saxe-Coburg-Eisenach (1564-1633). Au milieu de la place trône la statue d'Albert de Saxe-Coburg-Gotha qui, en 1840, épousa sa cousine Victoria, reine d'Angleterre. Albert mourut en 1861.

## Transports
Cobourg est accessible par l'autoroute 73, par une gare de chemin de fer et deux aéroports.

## Loisirs
À Cobourg, on trouve un théâtre national, un grand cinéma, des piscines, un centre d'escalade et un parc au cœur du centre-ville, La Roseraie.

## Structure de la cité
Cobourg est articulée en 13 quartiers. La superficie et le nombre d'habitants sont présentés dans le tableau ci-dessous.
| Quartier                 | Superficie en km² | Habitants | Densité au km² |
| ------------------------ | ----------------- | --------- | -------------- |
| Coburg (Centre)          | 13,91             | 27 120    | 1950           |
| Beiersdorf               | 7,31              | 1 421     | 194            |
| Bertelsdorf et Glend     | 4,00              | 1 407     | 352            |
| Cortendorf               | 1,65              | 1349      | 818            |
| Creidlitz                | 2,30              | 1 732     | 753            |
| Ketschendorf             | 1,79              | 1 517     | 847            |
| Lützelbuch et Löbelstein | 1,00              | 458       | 458            |
| Neu- et Neershof         | 2,51              | 232       | 92             |
| Neuses                   | 2,74              | 1 720     | 628            |
| Rögen                    | 3,05              | 384       | 126            |
| Scheuerfeld              | 4,83              | 2 425     | 502            |
| Seidmannsdorf            | 1,98              | 682       | 344            |
| Wüstenahorn              | 1,23              | 2 002     | 1628           |
| Total                    | 48,3              | 42 449    | 878            |

## Blason

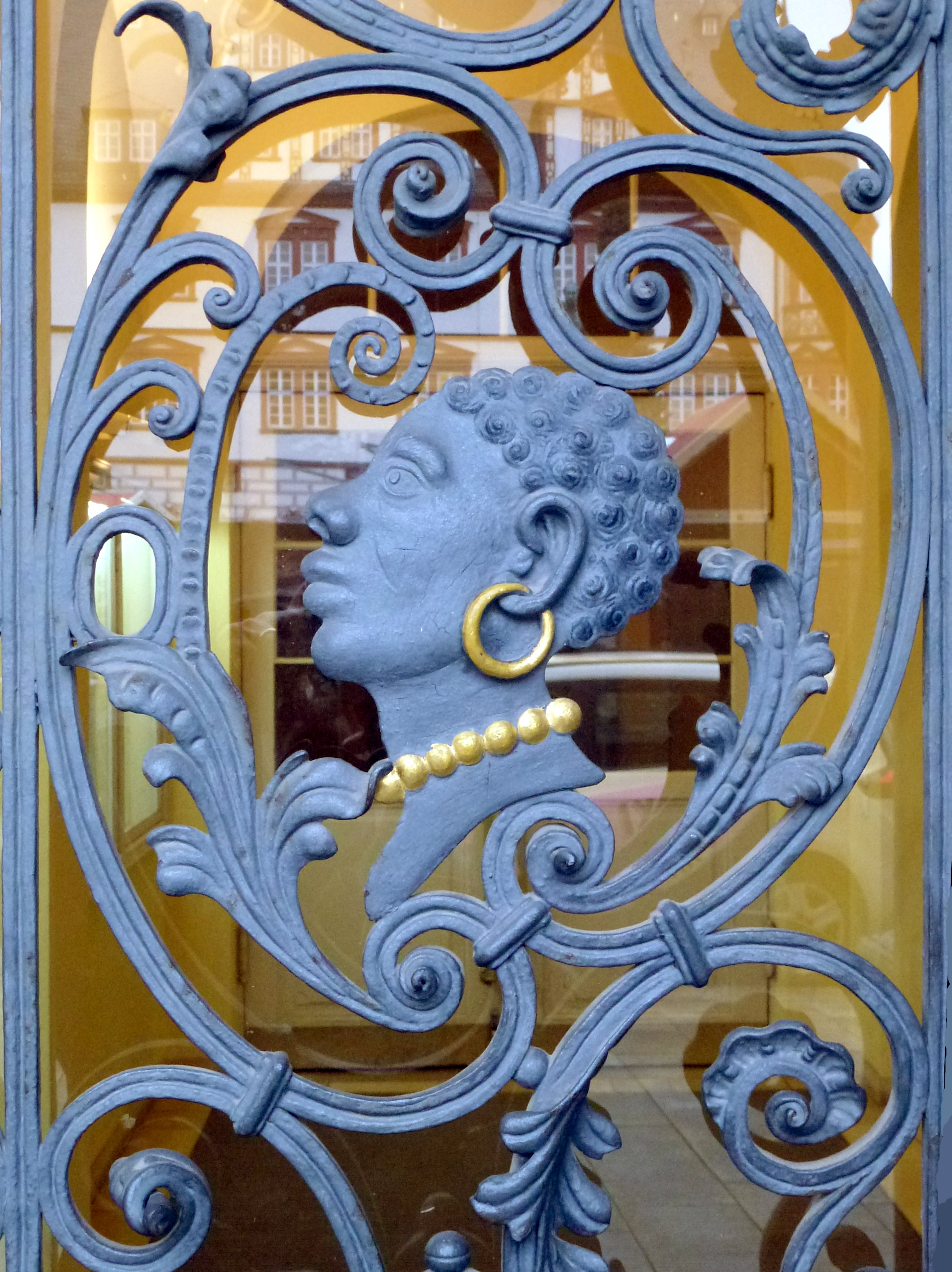
Cobourg Noir avec boucle d'or

Depuis 1430, Cobourg porte les armoiries suivantes :
d’or au Noir aux lèvres de gueules portant une boucle d'oreille d’or.
Il s'agit de Maurice d'Agaune, le patron de la cité.
À l'époque du Troisième Reich, le blason a été modifié avec une croix gammée au pommeau. Depuis 1946, le blason originel a été rétabli.

## Maires depuis 1900
- 1897-1924 : Gustav Hirschfeld
- 1924-1931 : Erich Unverfähr
- 1931-1934 : Franz Schwede, NSDAP
- 1934-1937 : Otto Schmidt, NSDAP
- 1937-1938 : Wilhelm Rehlein, NSDAP
- 1938-1945 : August Greim, NSDAP
- 1945, provisoire: Alfred Sauerteig, NSDAP
- 1945, provisoire: Eugen Bornhauser
- 1945-1948 : Ludwig Meyer
- 1948-1970 : Walter Langer, FDP
- 1970-1978 : Wolfgang Stammberger, SPD
- 1978-1990 : Karl-Heinz Höhn, sans appartenance politique.
- 1990-2014 : Norbert Kastner, SPD (en 1990, avec ses 31 ans, il est le plus jeune maire d'Allemagne).
- 2014-2020 : Norbert Tessmer, SPD
- depuis 2020: Dominik Sauerteig, SPD

## Religion
| Religions à Cobourg aujourd'hui. | Religions à Cobourg aujourd'hui. |
| Religion                         | Contingent                       |
| -------------------------------- | -------------------------------- |
| Église évangélique               | 60 %                             |
| Église catholique romaine        | 22 %                             |
| D'autres                         | 18 %                             |

Au plafond de l'église protestante de Cobourg, l'orgue également. Photo octobre 2019.

Depuis la christianisation, la région de Cobourg fait partie de l'évêché de Wurtzbourg (768). Après la Réforme, Cobourg devient une ville protestante de confession luthérienne. En 1910, 96 % de la population est membre de l'Église régionale évangélique. Le duc de Saxe-Cobourg est alors le chef de l'Église régionale, et c'est lui qui nomme le chapitre de l'Église. Le surintendant religieux a son siège à Cobourg. Des membres de l'Église catholique habitent à Cobourg jusqu'à la fin du XVIe siècle.

## Accroissement démographique

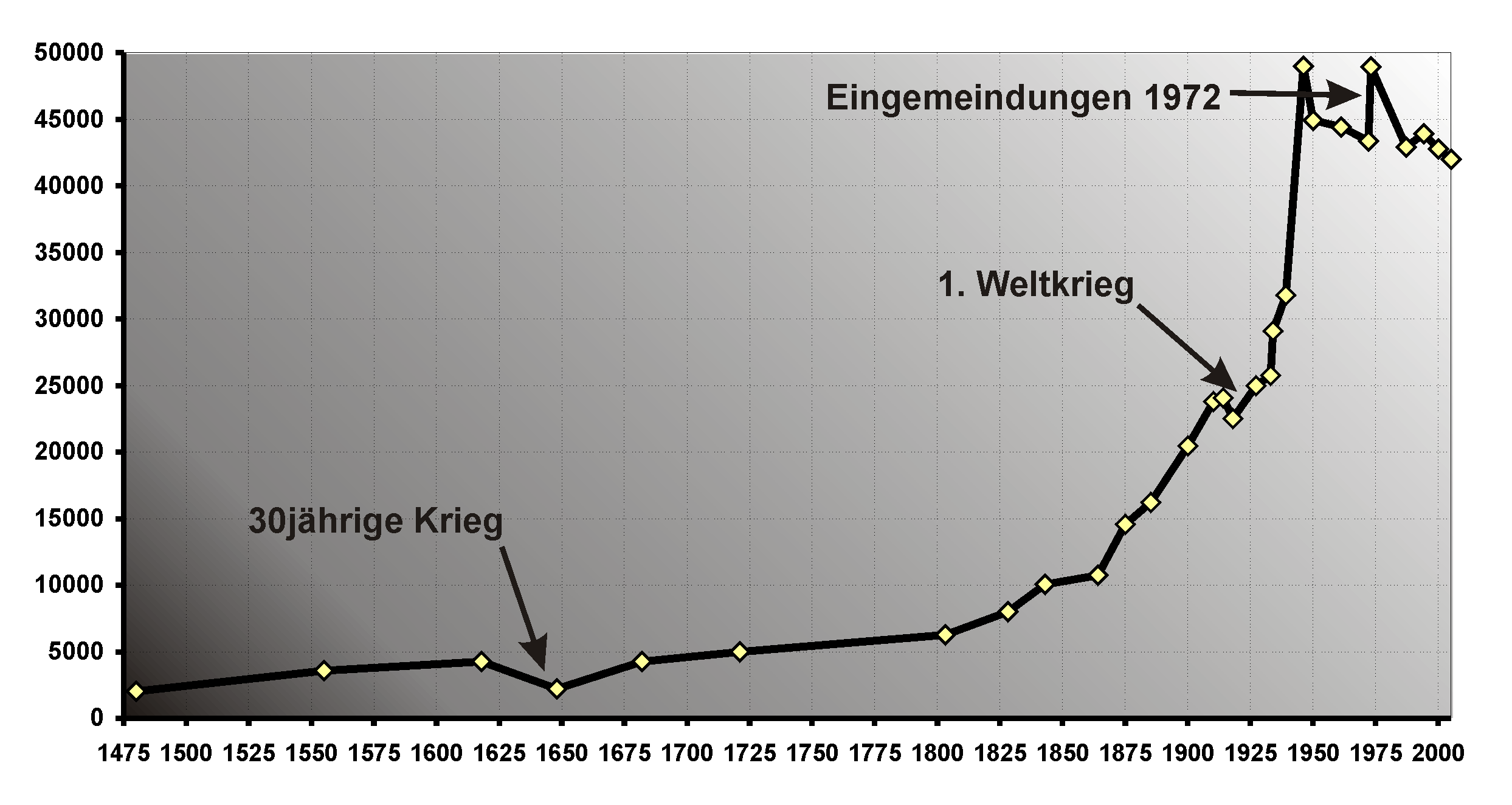
Accroissement démographique

En 1480, la ville compte 2 000 habitants. Ce chiffre croît et dépasse les 10 000 habitants au cours du XIXe siècle (1834). En 1900, le nombre d'habitants s'élève à 20 460. À la suite de nouvelles arrivées dans la commune, en 1934, le chiffre se monte à 29 000. Le maximum de population est atteint en 1946 avec 50 000 habitants dont 15 000 réfugiés. Aujourd'hui la population de Cobourg se chiffre à 42 000 habitants.

## Culture et curiosités

### Théâtres et cinémas

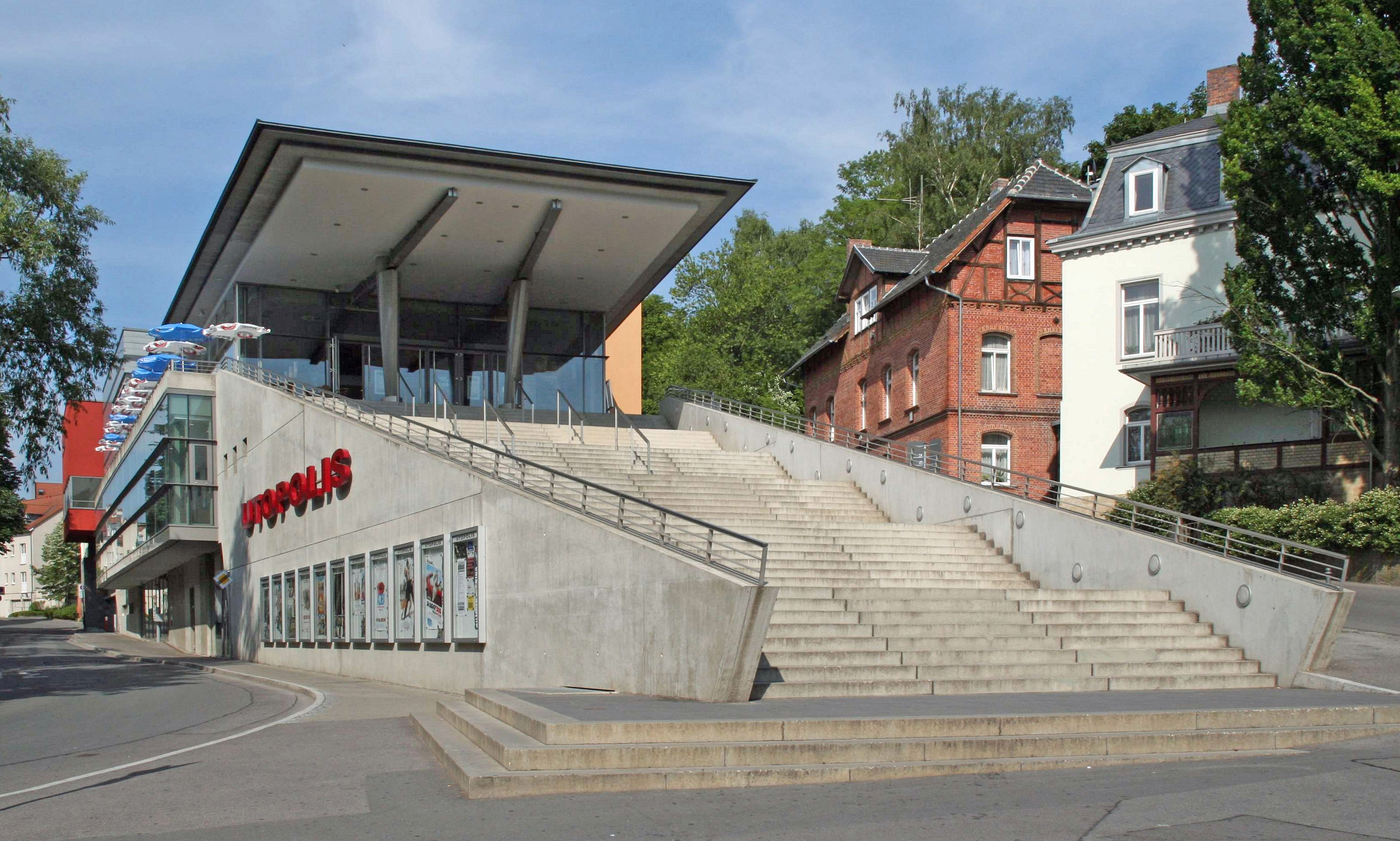
Cinéma « Utopolis » aujourd'hui

Le duc Ernst II fait construire le bâtiment du Landestheater en 1840 comme théâtre de cour. À Gotha, on construit un théâtre presque identique, détruit pendant la Seconde Guerre mondiale. Aujourd'hui, le Landestheater est un des plus jolis bâtiments de Cobourg, inséré dans le panorama de la Schlossplatz. Le bâtiment pluripartite et classiciste a une salle des glaces et une belle salle pour le public. Par le cofinancement (40 %) de l'État libre de Bavière, on peut l'appeler le troisième théâtre public, avec trois sections (opéra/métier d'acteur/ballet) et 550 places.
La ville a eu entre 1920 et 1975 jusqu'à six cinémas (Kali, Central, Passage, Union-Theater, Burgtheater, Casino). Aujourd'hui reste seulement le cinéma Utopolis (image), avec neuf salles, un des cinémas les plus modernes de la région ; avec bar, restaurant et night-club, c'est un lieu de rendez-vous très apprécié. Il a été établi en 2001 à l'emplacement de l'ancien Union-Theater (construit en 1919, de style 1900, avec 600 places). Le nouveau cinéma a su conserver les anciens grands escaliers.

### Médias locaux
Malgré la faible population de la ville, Cobourg a deux journaux : le Coburger Tageblatt, créé en 1886, et le Coburger Neue Presse, créé en 1946. Les stations de radio locales sont Radio 1 et Radio Galaxy Coburg. La chaîne locale de télévision s'appelle TV Oberfranken et son siège social se trouve à Hof. Enfin, une chaîne de télévision par internet, ITV-Coburg, télécharge quotidiennement les contributions.

### Bâtiments
Cobourg est une vieille ville très bien conservée, enserrée dans le mur d'enceinte, en partie encore en bon état, avec trois portes de ville : Juden, Ketschen et Spitaltor. La ville est riche en bâtiments remarquables, puits et monuments historiques.

#### Veste Cobourg
La forteresse Veste Cobourg occupe la première place, à 170 m au-dessus de la ville. Parmi les mieux conservées d'Allemagne, la forteresse est mentionnée pour la première fois en 1225. Au XIXe siècle, elle a été réaménagée avec une muraille triple. Aujourd'hui, elle abrite la collection d'objets d'art.

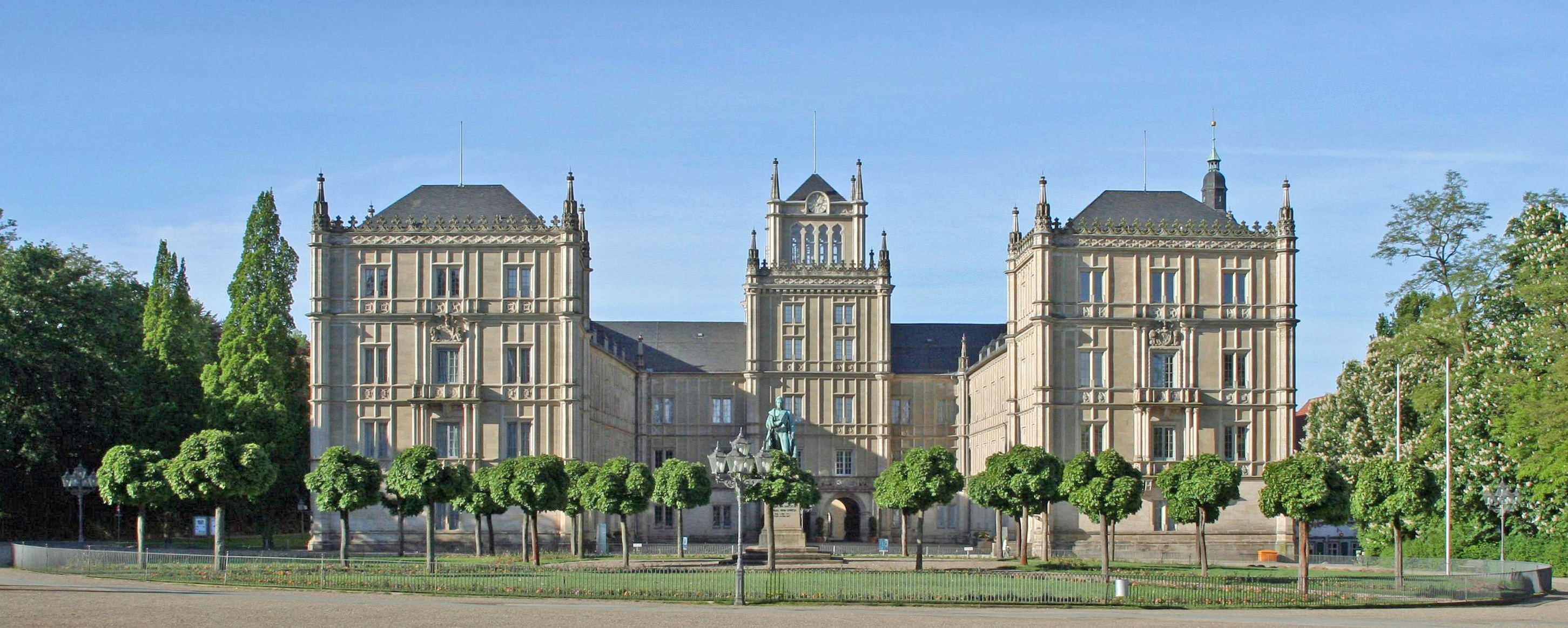
Ehrenbourg

#### Place du château et château Ehrenbourg
Au pied de la montagne de la forteresse se dresse la Place du Château (Schlossplatz), avec au milieu un monument au duc Ernest Ier. La place, construite entre 1830 et 1837, est entourée par le château Ehrenbourg, les arcades avec le jardin de la ferme, le théâtre, et le palais Edinburgh. En 1543, le duc Johann Ernst pose la première pierre du château d'Ehrenbourg. De 1623 à 1627, le duc Johann Casimir développe sa résidence en château de la Renaissance. Il intègre à l'aile ouest l'église du château. Au XIXe siècle, le duc Ernest Ier ajoute une façade néogothique.
En 1790, le futur Léopold Ier, roi des Belges en 1831, naquit dans le château. 
Aujourd'hui, l'Ehrenbourg abrite un musée.

#### Mairie etStadthaus
À proximité de la Schlossplatz se trouve le marché, entouré par la mairie et le Stadthaus (maison de la ville). Au milieu se trouve un monument représentant Albert de Saxe-Cobourg-Gotha, un présent de la reine Victoria du Royaume-Uni à la ville natale de son mari décédé. La reine a assisté à l'inauguration du monument le 26 août 1865, lors de son cinquième séjour à Cobourg. En 2004-2005, un réaménagement de la place offre une nouvelle disposition, un nouvel éclairage, et des jets d'eau autour du monument. La mairie, avec l'oriel de deux étages (nommé Coburger Erker) et une salle du conseil (27 m par 13 m), est construite à partir de 1577 par l'ingénieur en bâtiment Hans Schlachter, avec de grandes restructurations en 1750 et 1903. Le Stadthaus, en face, a été construit en 1601 par le duc Johann Casimir. Le Cantzley est un bâtiment de la Renaissance, avec une façade marquetée et des peintures murales, et deux oriels. La pharmacie, la Hofapotheke (1543), est tout aussi remarquable, c'est un bâtiment gothique postérieur avec un petit chœur et une vierge à l'enfant en haut de la façade.

#### Églises
La Morizkirche est la plus vieille église de la cité de Cobourg. Elle a été construite entre 1320 et 1586 et est aujourd'hui l'église centrale de la paroisse évangélique. La partie la plus ancienne date de 1330. Le portail ouest avec les tours inégales a été construit en 1420. Le vaisseau date de 1430 environ. Martin Luther y a prêché la semaine de Pâques de 1530.
L'église catholique, Saint-Augustin, se trouve derrière le Landestheater. Cette église gothique (avec un caveau des princes) a été construite par Vincenz Fischer-Birnbaum entre 1855 et 1860.
La Salvatorkirche se trouve un peu cachée par la Untere Anlage. Cette église évangélique du cimetière ancien (datant de 1494), avec un chœur à trois étages, a été construite entre  1660 et 1662.
Hors du centre, la Saint Nikolauskapelle a été construite en 1473 comme chapelle pour les lépreux. En 1529 elle devient une chapelle évangélique, puis à partir de 1806 chapelle de la paroisse catholique. Entre  1873 et 1932, elle est une synagogue juive, vraisemblablement la seule en Allemagne. La jouissance en a été dénoncée par le propriétaire, la ville de Cobourg, en 1932. Depuis 1946, c'est une église libre, actuellement utilisée comme chapelle de la paroisse de rite vieux-catholique.
Hors de la ville se trouve la Heilig-Kreuz-Kirche (église de la Croix-Sainte), sur la rivière Itz. Le chœur de l'église évangélique a été construit entre 1401 et 1407, la longue nef depuis 1413. Entre 1735 et 1739 l'église a été transformée avec un intérieur baroque et un plafond en stuc.

#### Autres bâtiments de la cité
À côté de la Morizkirche et le gymnasium Casimirianum, le bâtiment de la Renaissance est achevé en 1605 et le duc Jean-Casimir de Saxe-Weimar-Cobourg lui donne son nom. Le Zeughaus entre la Schlossplatz et le marché, de la même époque, a été construit pour être un dépôt d'armes. Ensuite, il a été agrandi, a servi à divers usages, avant de devenir le centre des archives de l'État.
Différentes maisons à colombage (classées monument historique) sont remarquables, dont le Hahnmühle (ancien moulin) de 1317 et le Münzmeisterhaus (maison de maître-monnayeur). C'était le siège de la corporation des maîtres-monnayeurs (mentionné en 1288). Cette maison qui existe depuis 1333 est une des plus anciennes maisons à colombage d'Allemagne.

#### Châteaux
À côté du château d'Ehrenbourg, se dressent plusieurs autres châteaux plus petits, sur toute la circonscription. Au voisinage de l'Ehrenbourg se trouve le Bürglaß-Schlösschen, qui a appartenu à Frédéric Josias de Saxe-Cobourg-Saalfeld. C'est aujourd'hui le bureau de l'état civil de Cobourg. Au Rittersteich (étang du chevalier) se situe le Rosenauschlösschen, une maison à colombage de 1435. Depuis 1840 on peut voir le château Hohenfels au-dessus de la Callenberger Straße ; il a été construit en même temps que le Landeshteater de Carl Balthasar Harres.
Les faubourgs présentent d'autres châteaux.

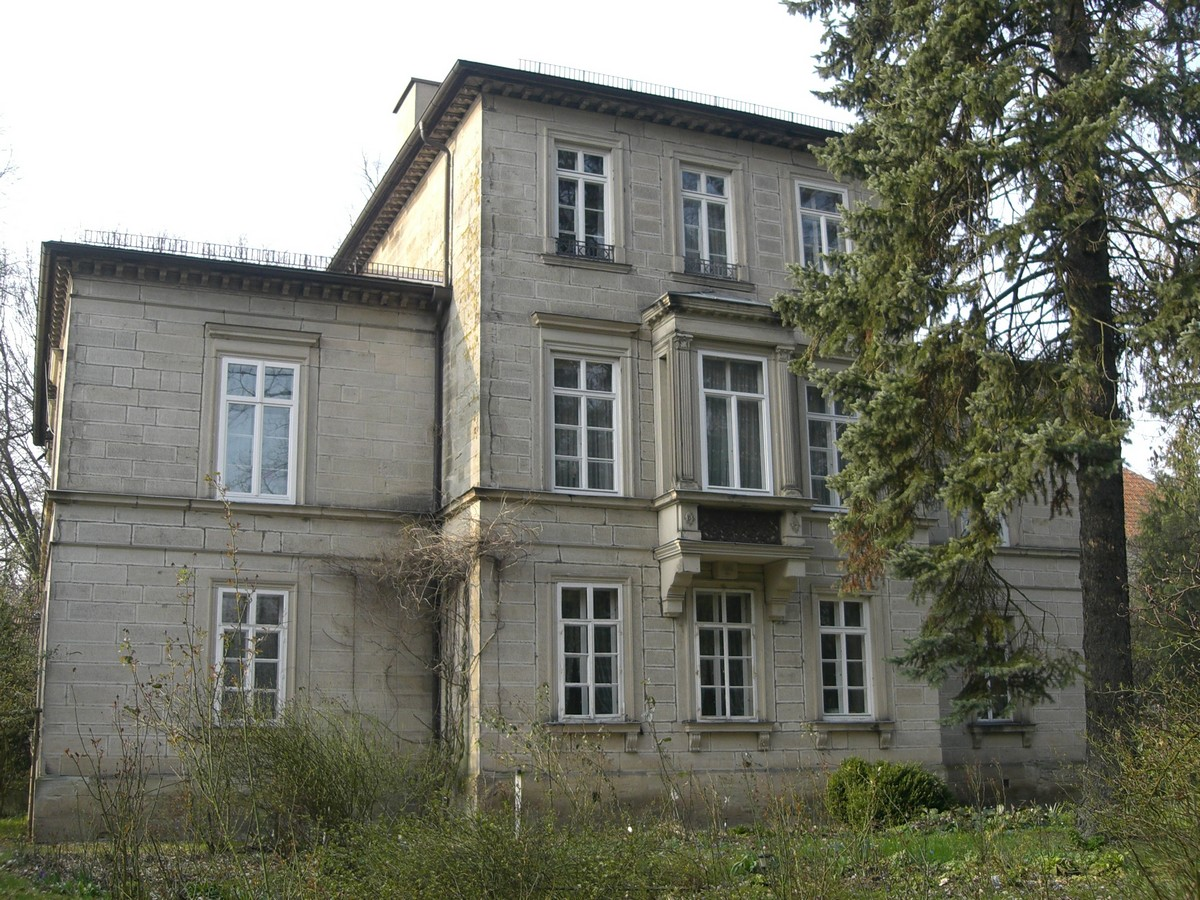
Neudörfles

- Dans le quartier Ketschendorf est situé le château Ketschendorf de la baronne de Stolzenau, du début du XIXe siècle, un des bâtiments  néogothiques les mieux réussis. Depuis 1956, c'est l'auberge de jeunesse.
- le château Falkenegg, au-dessus du quartier Neuss, est un bâtiment roman du XIXe siècle. Falkenegg a aussi un petit parc avec un obélisque comme monument à Moritz August von Thümmel.
- le château Callenberg, mentionné dès 1122, a été la résidence d'été des ducs. Le château à trois panneaux est un exemple du néogothique de Bavière. Depuis 1998, le château abrite la collection d'objets d'art des ducs. Depuis 2004, il abrite également un musée du tir.
- le château Neuhof, du XIVe siècle, à Neu et Neershof, le quartier le plus à l'est. Le Maréchal de camp comte Albrecht von Roon en a été le propriétaire de 1873 à 1879.
- le château Eichhof, de 1440, dans le quartier Scheuerfeld. Il a appartenu au Duché de Saxe-Cobourg et Gotha jusqu'en 1979.
- le Neudörfles, du XVe siècle, aujourd'hui classé monument historique, comporte une gentilhommière et un parc privé.

## Sport
Le handball est un sport populaire à Cobourg, le HSC 2000 Coburg est le principal club de la ville, il évolue en Bundesliga, soit l'élite du handball allemand, considéré comme le championnat national le plus relevé d'Europe.
Le HSC est issu des anciens clubs de Cobourg, tels que la HSG Coburg, le TV Neuses, le TV Ketschendorf et le TV 48 Coburg qui fusionnèrent pour former le club professionnel.

## Jumelages
La ville de Cobourg est jumelée avec :
- Audenarde (Belgique)
- Cobourg (Canada)
- Niort (France) depuis le 14 juin 1974
- Gais (Italie)
- Île de Wight (Royaume-Uni)
- Garden City (États-Unis) depuis 1952